# Eumops bonariensis
Eumops bonariensis é uma espécie de morcego da família Molossidae. Pode ser encontrada na América Central e na América do Sul.

## Descrição
É a menor espécie do gênero Eumops. Os adultos medem 9 a 13 cm (3,5 a 5,1 pol) de comprimento total e pesam normalmente entre 12 and 20 g (0,42 and 0,71 oz). No entanto, há uma variação significativa no tamanho entre as diferentes subespécies, com a menor, E. b. nanus, pesando apenas 7 g (0,25 oz).
A pelagem é espessa e sedosa, variando de canela a castanho chocolate escuro, sendo visivelmente mais pálida na parte inferior do corpo. A cabeça tem um focinho largo e as orelhas são longas e largas, sendo conectadas por uma pequena membrana. As membranas das asas são pretas, mas são cobertas por pelos esparsos próximos aos braços. Foi observado que os machos têm glândulas na garganta que aumentam de tamanho durante a época de reprodução.

## Distribuição e habitat
São encontrados no sul do México, em toda a América Central e em todos os países da América do Sul, exceto no Chile. Habitam uma ampla variedade de ambientes, desde a densa floresta tropical até o matagal seco e espinhoso. São mais comumente encontrados em habitats de várzea, mas foram encontrados a até 1 000 metros (3 300 pé) na Colômbia. Quatro subespécies são reconhecidas:
- Eumops bonariensis bonariensis - Uruguai e regiões vizinhas do Brasil e Argentina;
- Eumops bonariensis beckeri - Peru, sul do Brasil, Bolívia, Paraguai, norte da Argentina;
- Eumops bonariensis delticus - norte do Brasil, regiões vizinhas de outros países;
- Eumops bonariensis nanus - Equador, Colômbia, Venezuela, Guianas e de norte a sul do México.

No entanto, E. b. beckeri é  às vezes considerado sinônimo do Eumops patagonicus.

## Biologia
Alimentam-se de insetos voadores, principalmente besouros e mariposas. Empoleiram-se em pequenos grupos de até vinte indivíduos e costumam ser encontrados dormindo nos telhados de edifícios. Voam rapidamente, geralmente permanecendo bem acima do solo. Costumam fazer sons altos que são audíveis pelos humanos. A reprodução foi registrada de março a junho no México e de outubro a novembro na extremidade sul da área de alcance do morcego. As fêmeas dão à luz a um único filhote.